# کلیفتون جیمز
کلیفتون جیمز (انگلیسی: Clifton James؛ زادهٔ ۲۹ مهٔ ۱۹۲۱ درگذشته ۱۵ آوریل ۲۰۱۷ (۹۶ سال)) هنرپیشه اهل ایالات متحده آمریکا بود. وی بین سال‌های ۱۹۵۴ تا ۲۰۰۶ میلادی فعالیت می‌کرد.
از فیلم‌هایی که وی در آن نقش داشته است، می‌توان به سوپرمن ۲، آخرین مأموریت، مردی با طپانچه طلایی، هشت مرد بیرونی، نیروی عظیم، برج مرگبار و آتش غرور اشاره کرد.
کلیفتون جیمز به مرگ طبیعی در نزدیکی خانه دوران کودکی‌اش در روز شنبه ۱۵ آوریل ۲۰۱۷ در ۹۶ سالگی چشم از جهان فروبست.